# Johannes Lupi
Johannes Lupi (* um 1506 in Cambrai; † 20. Dezember 1539 ebenda) war ein franko-flämischer Komponist der Renaissance.

## Leben und Wirken
Seine Heimatstadt Cambrai war für Johannes Lupis Jugendzeit bestimmend; hier wurde er um 1514 als Chorknabe an der Kathedrale Notre-Dame aufgenommen und erlebte somit eine Ausbildung an einem der bedeutendsten kirchlichen Musikzentren Westeuropas. Nach dem 1521 eingetretenen Stimmbruch schickte ihn das Cambraier Domkapitel auf eine örtliche Vorzugsschule („Collège des bons enfants“). Im folgenden Jahr, am 28. August 1522, schrieb er sich als Studierender an der philosophischen Fakultät der Universität Löwen ein und studierte dort für vier Jahre eine der vier Paedagogia. Anschließend kehrte er nach Cambrai zurück und wurde am 18. Juni 1526 als parvus vicarius an der Domkantorei unter seinem Leiter Jean Rémy (genannt Descaudin) aufgenommen, der vielleicht auch sein Lehrmeister war. Ein Jahr später ging Rémy in den Ruhestand und Lupi rückte zum Magister puerorum auf, eines der bedeutendsten musikalischen Ämter an der Kathedrale. Hier wurde er am 8. April 1530 magnus vicarius und erhielt die Subdiakonatsweihe am 11. April des Jahres. Später bekam er vom Domkapitel mehrfache Ermahnungen wegen mangelnder Disziplin bei den Chorknaben und wegen seiner Schwierigkeiten, den finanziellen Rahmen einzuhalten. Er wurde aber so hoch geschätzt, dass er sich nach der Zusicherung einer Verbesserung in seinem Amt halten konnte.
Johannes Lupi litt seit dem Jahr 1535 an einer Krankheit, die nicht näher genannt wurde, und konnte ihretwegen bis 1537 seine Funktionen nicht ausüben; an dieser Krankheit starb er schließlich Ende 1539 mit nur etwa 33 Jahren. Obwohl er keine Priesterweihe erhalten hatte, wurde ihm sein Wunsch, in der Kathedrale beigesetzt zu werden, wegen seiner Verdienste als herausragender Musiker erfüllt. Zu seinen Ehren stiftete sein Amtsvorgänger Jean Rémy eine jährliche Totenmesse. Der Komponist Josquin Baston, vielleicht ein Schüler Lupis, schrieb zu seinem Tod die sechsstimmige Trauermusik „Eheu dolor“.

## Identität und Bedeutung
Die Namensähnlichkeit des Komponisten mit dem von Lupus Hellinck hat bis vor etlichen Jahren für Verwirrung und Zuordnungsprobleme gesorgt; zwischenzeitlich können sowohl die Biografien wie die Zuschreibung der Kompositionen weitestgehend unterschieden werden. Von zwei weiteren zeitgenössischen Musikern mit Namen Johannes Lupi sind keine Kompositionen überliefert.
Nachdem von Lupi nur zwei Messen überliefert sind, vermuten die Musikforscher, dass er dieser Gattung nur geringe Aufmerksamkeit widmete. Stilistisch kommt er bei den Messen seinem Zeitgenossen Nicolas Gombert sehr nahe. Einen weitaus größeren Umfang hat seine Komposition von Motetten; ein großer Teil davon erschien posthum in dem Individualdruck „Chori Sacrae Virginis Mariae“ des Verlagshauses Attaingnant & Jullet aus dem Jahr 1542. In dieser Gattung herrscht ein reich variierter, komplexer und durchimitierter, meist fünfstimmiger kontrapunktischer Satz vor, in dem die Melodien vorwiegend melismatisch fließen und in dem die Sorgfalt bei der Textvertonung und das Streben nach thematischer Einheit besonders auffallen. In seinem Stil bewegt sich Lupi bei den Motetten auf der Grenze zwischen dem franko-flämischen und der französischen Kompositionsweise.
Dies gilt auch für seine Chansons, welche von frühen mehr melancholischen Stücken bis zu eher lebhaften späteren Werken reichen, die sich dann mehr dem homophonen Pariser Chanson nähern. Gerade in seinen fünfstimmigen Chansons haben Kontrapunktik und Imitation großes Gewicht und schließen sich bisweilen eng an seine Motetten an; hier erweist sich Lupi als Meister der traditionellen Polyphonie. Die Chansons von Johannes Lupi dienten später als Vorlage für Messen und andere Kompositionen von Pierre de Rocourt, Orlando di Lasso, Jean de Hollande, Tilman Susato und Claude Gervaise.

## Werke
Gesamtausgabe: Johannis Lupi Opera omnia, herausgegeben von Bonnie J. Blackburn, ohne Ortsangabe 1980–1989 (= Corpus mensurabilis musicae Nr. 84/1–3); Teil 1: Musicae cantiones, Teil 2: Motetten, Teil 3: Messen und Chansons.
- Messen
  - Missa „Mijn vriendinne“ zu vier Stimmen, musikalisch verwandt mit der anonymen Missa „Amica mea“ (1443)
  - Missa „Philomena praevia“ zu vier Stimmen, basierend auf der gleichnamigen vierstimmigen Motette von Jean Richafort
- Motetten und andere geistliche Werke mit gesicherter Autorschaft
  - „Ad nutum Domini“ zu sechs Stimmen
  - „Adoremus regem magnum Dominum“ zu fünf Stimmen
  - „Alleluia. Ego dormivi“ zu fünf Stimmen
  - „Angelus Domini apparuit Zachariae“ zu fünf Stimmen (in einer Quelle Jacquet de Berchem zugeschrieben, in allen anderen Lupi)
  - „Apparens Christus post passionem“ zu fünf Stimmen
  - „Ave verbum incarnatum“ zu sechs Stimmen
  - „Beata es Maria quae Dominum“ zu fünf Stimmen
  - „Benedictus Dominus Deus Israel“ zu vier Stimmen (Grundlage der gleichnamigen Messe von Gheerkin de Hondt)
  - „Domine quis habitavit in tabernaculo“ zu vier Stimmen
  - „Expurgate vetus fermentum“ zu fünf Stimmen
  - „Felix namque es sacra virgo Maria“ zu fünf Stimmen
  - „Gaude proles speciosa“ zu fünf Stimmen
  - „Gaude tu baptista Christi“ zu fünf Stimmen
  - „Gregem tuum, o pastor eterne serva“ zu fünf Stimmen
  - „Hodie Christus natus est“ zu fünf Stimmen
  - „Isti sunt viri sancti“ zu fünf Stimmen
  - „Nisi Dominus aedificaverit domum“ zu vier Stimmen
  - „Nos autem gloriari oportet“ zu fünf Stimmen
  - „O florens rosa“ zu sechs Stimmen
  - „Pontificum sublime decus“ zu fünf Stimmen
  - „Quam pulchra es et quam decora“ zu vier Stimmen (Grundlage der gleichnamigen Messen von Jacobus Clemens non Papa und Dominique Phinot)
  - „Quem terra pontus“ / „Ave maris stella“ / „O quam glorifica“ zu sechs Stimmen
  - „Salve celeberrima virgo“ zu acht Stimmen
  - „Sancta Dei genitrix“ zu fünf Stimmen
  - „Spes salutis pacis portus“ zu vier Stimmen (Grundlage der gleichnamigen Messe von Jacobus Clemens non Papa)
  - „Stella maris luminosa“ zu fünf Stimmen
  - „Stirps Jesse virgam produxit“ zu fünf Stimmen
  - „Surge propera amica mea“ zu vier Stimmen (Grundlage der gleichnamigen Messe von Lupus Hellinck)
  - „Te Deum laudamus“ zu vier Stimmen
  - „Tu Deus noster suavis“ zu fünf Stimmen
  - „Veni electa mea“ zu vier Stimmen
  - „Vidi speciosanm sicut columbam“ zu fünf Stimmen
  - „Virginibus sacris sit vox“ zu fünf Stimmen
  - „Virgo clemens et benigna“ zu sechs Stimmen
- Chansons mit gesicherter Autorschaft
  - „A jamais croy recouvrer mon adresse“ zu vier Stimmen (auf das Motto von Robert de Croÿ, Bischof von Cambrai)
  - „Au joly boys sur la verdure“ zu fünf Stimmen
  - „C’est und dure departie“ zu vier Stimmen
  - „Changer ne puis et aultre ne désire“ zu vier Stimmen
  - „Contraincte suis de reveler“ zu vier Stimmen
  - „Dueil double dueil, renfort de depaisir“ zu sechs Stimmen
  - „En revenant de Noyon“ zu vier Stimmen
  - „Les fillettes de Tournai“ zu vier Stimmen
  - „Il me souffit de tous mes maulx“ zu vier Stimmen
  - „Il n’est trésor que de lyesse“ zu vier Stimmen
  - „Jamais ung cuer qui est d’amour embrasé“ zu vier Stimmen
  - „J’ay trop d’amours et peu de récompense“ zu vier Stimmen
  - „Jectés-moy sur l’herbette mon amy gratieulx“ zu vier Stimmen
  - „Joyeulx recueil et gracieulx adresse“ zu fünf Stimmen
  - „Mon povre cueul plain de douleurs“ zu vier Stimmen
  - „O vin en vigne“ zu vier Stimmen
  - „Plus revenir ne puis vers toy, ma dame“ zu vier Stimmen
  - „Pour ung semblan que une dame m’a faict“ zu vier Stimmen
  - „Puisque j’ay perdu mes amours“ zu fünf Stimmen (Modell für die gleichnamigen Chansons von Claude Gervaise und Tilman Susato sowie für die gleichnamige Messe von Orlando di Lasso)
  - „Quant j’estoys jeune fillette“ zu vier Stimmen
  - „Reviens vers moy qui suis tant desolée“ zu vier Stimmen
  - „Se j’ay eu du mal ou du bien“ zu fünf Stimmen
  - „Vostre gent corps, doulce fillette“ zu fünf Stimmen
  - „Vous sçavez bien, ma dame souveraine“ zu vier Stimmen
  - „Vray Dieu qu’amoureux ont de peine“ zu vier Stimmen
- Motetten und geistliche Werke mit unsicherer Autorschaft
  - „Christus factus est“ zu fünf Stimmen (teilweise Lupi, teilweise Thomas Crécquillon zugeschrieben)
  - „Dum fabricator mundi“ zu fünf Stimmen (im Diskant und Bass „Fr. Lupino“ zugeschrieben)
  - „Ergo ne conticuit vox illa“ zu fünf Stimmen (nur 1-mal Lupi zugeschrieben, aus stilistischen Gründen vielleicht von Lupus Hellinck)
  - „Pastores loquebantur ad invicem“ zu fünf Stimmen (2-mal Lupi zugeschrieben, aber aus stilistischen Gründen vielleicht nicht von ihm)
  - „Quam pulchra es et quam decora“ zu vier Stimmen (teilweise Lupi zugeschrieben, teilweise Jean Mouton, teilweise anonym)
  - „Quem vidistis pastores“ zu vier Stimmen (nur im Index einer Quelle Lupi zugeschrieben)
  - „Quis est iste qui progreditur“ zu fünf Stimmen (nur 1-mal Lupi zugeschrieben, in allen anderen Quellen Claudin de Sermisy)
- Chansons mit unsicherer Autorschaft
  - „Dueil double dueil“ zu vier Stimmen (1-mal Lupi zugeschrieben, in den meisten Quellen N. des Celliers d’Hesdin, wahrscheinlich von letzterem)
  - „Je suys desheritée“ zu vier Stimmen (teilweise Lupus zugeschrieben, teilweise P. Cadéac; Grundlage von Orlando di Lassos gleichnamiger Chanson)
  - „Malgré moy suis en prison“ zu vier Stimmen (aus unbekannter Quelle, im 19. Jahrhundert Lupi zugeschrieben)
  - „Ma pouvre bource a mal au cueur“ zu vier Stimmen (teilweise Lupi, teilweise Beaumont zugeschrieben)
  - „Plus oultre j’ay voulu marcher“ zu vier Stimmen (auf die Devise Kaiser Karls V., Lupi zugeschrieben, aber kein Bezug zu dessen gleichnamiger Messe)
  - „Se je suis en tristesse“ zu sechs Stimmen (Lupi zugeschrieben, aber aus stilistischen Gründen wohl nicht von ihm)
- Lied mit unsicherer Autorschaft
  - „Pluschen van Brusel hestoy gheset“ zu vier Stimmen (textlos überliefert, möglicherweise aber von Lupus Hellinck)